# طورة (شوط)
طورة هي قرية في مقاطعة شوط‌، إيران. يقدر عدد سكانها بـ 365 نسمة بحسب إحصاء 2016.